# Bernard Latchimy
Bernard Latchimy, né le 10 septembre 1971 à Saint-Denis (La Réunion), est un ancien joueur de handball international français, évoluant au poste d'arrière droit. 

## Biographie
En 1990, Bernard Latchimy et Patrick Cazal quittent leur Réunion natale pour la métropole et le Paris-Asnières où ils retrouvent deux autres réunionnais, Jackson Richardson et Maxime Spincer. 
En 1996, grâce notamment à un bon parcours en Championnat de France terminé à la 2e place, il connait sa première sélection en équipe de France.
En 1997, il participe a sa première compétition internationale avec l'équipe de France à l'occasion du championnat du monde au Japon où il remporte la médaille de bronze puis tente sa première expérience à l'étranger dans le club allemand du SG Wallau-Massenheim. Il retrouve toutefois Paris un an plus tard où il atteint la finale de la Coupe de France en 2001.

## Palmarès

### Clubs
- 2e du Championnat de France en 1996
- Finaliste de la Coupe de France en 2001

### Équipe de France
Championnats du monde
- Médaillé de bronze au Championnat du monde 1997,  Japon.